# Slinfah
Slinfah (arabisch صلنفة, DMG Ṣalinfa, auch Slennfe) ist eine Kleinstadt im Gouvernement Latakia in Syrien. Sie liegt etwa 1200 Meter hoch im Norden des Dschebel Aansariye.

## Lage
Der Ort liegt 50 Kilometer östlich von Latakia auf dem Aansariye-Bergmassiv kurz vor dem Ende eines zum Mittelmeer abfallenden, tief eingeschnittenen Quertals. Auf halbem Weg passiert die von der Mittelmeerküste kommende Bergstraße  nach dem Ort al-Haffa die Saladinsburg (Qal'at Salah ed-Din) aus der Kreuzfahrerzeit und dort das einzige Gebiet des Landes mit Kiefernhochwald (Kalabrische Kiefer, Pinus brutia). In der näheren Umgebung gibt es in einigen Tälern lichte Reste von Nadelwäldern oder immergrüne und laubabwerfende Eichen; die dünne, wenig fruchtbare Bodenschicht ist von Gesteinsbrocken aus Jurakalk übersät. In dieser Höhe ist keine Landwirtschaft mehr möglich. Die halbnomadische Viehzucht ist unbedeutend. Fünf Straßenkilometer östlich von Slinfah liegt mit 1542 Meter die höchste Erhebung des Dschebel Aansariye. Danach folgt über 1000 Höhenmeter der ungegliederte Steilabfall bis in die fruchtbare Ghab-Ebene, die vom Nahr al-Asi (Orontes) bewässert wird. Eine Nebenstraße benötigt vom Pass 20 Kilometer hinab bis zur Einmündung in eine größere Straße, die im Tal neben dem Orontes-Kanal nach Norden zum regionalen Zentrum Dschisr asch-Schugur führt.

## Geschichte
Die Region mit einer überwiegend ländlichen Bevölkerung gehört zum syrischen Altsiedelland und Rückzugsgebiet für Ismailiten, die im 13. Jahrhundert aus Salamiyya eingewandert sind, und ab der Mitte des 19. Jahrhunderts wieder dorthin zurückkehrten; und für Alawiten, die im Gouvernement Latakia ihren Siedlungsschwerpunkt haben. Die allgemeine Rückständigkeit und kaum vorhandene Möglichkeit zur Selbstversorgung ließ bis in die zweite Hälfte des 20. Jahrhunderts viele Bewohner abwandern. 
Slinfah selbst ist eine Neugründung von Christen um 1928. Die wohlhabende Oberschicht aus Latakia mit Beziehungen zum Libanon übernahm von dort die Gewohnheit, sich in den heißen Sommermonaten auf die Höhen des Libanongebirges zurückzuziehen. So entstanden auch im Süden des Dschebel Aansariyye einige Sommerfrischen. Slinfah ist die größte dieser Ansiedlungen im Norden.

## Ortsbild
Aus dieser Zeit ist ein kleiner Ortskern mit einigen Läden erhalten. Noch 1970 wurde den Dörfern dieser Bergregion aufgrund der fehlenden Wirtschaftskraft eine weitere Verarmung und Landflucht vorhergesagt. Seither ist das Gegenteil eingetreten. Besonders seit der Jahrtausendwende findet eine beschleunigte Neubebauung entlang der Straße statt, auf der für Berufspendler und Urlauber in weniger als einer Fahrstunde Latakia zu erreichen ist. Der Ortskern von Slinfah ist in einem ausgedehnten Neubaugebiet von drei- bis fünfstöckigen Wohnblocks mit städtischem Charakter untergegangen. Ein großer Teil davon sind Ferienwohnungen oder werden als solche vermietet. Es gibt mindestens zwei Hotels. Die Landschaftszersiedelung an den umliegenden Berghängen ist enorm. Vor allem die nächtliche Abkühlung macht den Aufenthalt im Sommer attraktiv. Dagegen ist in dem mediterran-ozeanischen Höhenklima im Winter an deutlich über 20 Tagen mit Schneefall zu rechnen, der bis ins Frühjahr liegen bleiben kann. Viele Wohnungen stehen dann leer.